# Lega omanita professionistica
La Lega omanita professionistica (in arabo دوري المحترفين العماني‎?, in inglese Oman Professional League), nota anche come Omantel League per motivi di sponsorizzazione e denominata Lega calcistica omanita (in inglese Oman Football League) dal 1976 al 2011 e Lega omanita d'élite (in inglese Oman Elite League) dal 2011 al 2013, è la massima competizione calcistica dell'Oman.

## Squadre
Stagione 2023-2024.
- Al-Nahda
- Al-Nasr
- Al-Rustaq
- Al-Seeb
- Al-Shabab
- Al-Wahda
- Bahla
- Dhofar
- Ibri Club
- Oman Club
- Sohar
- Sur

## Albo d'oro
- 1976-1977:  Fanja
- 1977-1978:  Rowi
- 1978-1979:  Fanja
- 1979-1980:  Al-Nasr
- 1980-1981:  Al-Nasr
- 1981-1982:  Ahli Sidab Club
- 1982-1983:  Dhofar
- 1983-1984:  Fanja
- 1984-1985:  Dhofar
- 1985-1986:  Fanja
- 1986-1987:  Fanja
- 1987-1988:  Fanja
- 1988-1989:  Al-Nasr
- 1989-1990:  Dhofar
- 1990-1991:  Fanja
- 1991-1992:  Dhofar
- 1992-1993:  Dhofar
- 1993-1994:  Dhofar
- 1994-1995:  Sur
- 1995-1996:  Sur
- 1996-1997:  Oman Club
- 1997-1998:  Al-Nasr
- 1998-1999:  Dhofar
- 1999-2000:  Al-Oruba
- 2000-2001:  Dhofar
- 2001-2002:  Al-Oruba
- 2002-2003:  Rowi
- 2003-2004:  Al-Nasr
- 2004-2005:  Dhofar
- 2005-2006:  Muscat
- 2006-2007:  Al-Nahda
- 2007-2008:  Al-Oruba
- 2008-2009:  Al-Nahda
- 2009-2010:  Al-Suwaiq
- 2010-2011:  Al-Suwaiq
- 2011-2012:  Fanja
- 2012-2013:  Al-Suwaiq
- 2013-2014:  Al-Nahda
- 2014-2015:  Al-Oruba
- 2015-2016:  Fanja
- 2016-2017:  Dhofar
- 2017-2018:  Al-Suwaiq
- 2018-2019:  Dhofar
- 2019-2020:  Al-Seeb
- 2020-2021:  Dhofar
- 2021-2022:  Al-Seeb
- 2022-2023:  Al-Nahda
- 2023-2024:  Al-Seeb
- 2024-2025:  Al-Seeb

## Vittorie per squadra
| Club            | Vittorie | Stagioni                                                               |
| --------------- | -------- | ---------------------------------------------------------------------- |
| Dhofar          | 12       | 1983, 1985, 1990, 1992, 1993, 1994, 1999, 2001, 2005, 2017, 2019, 2021 |
| Fanja           | 9        | 1977, 1979, 1984, 1986, 1987, 1988, 1991, 2012, 2016                   |
| Al-Nasr         | 5        | 1980, 1981, 1989, 1998, 2004                                           |
| Al-Suwaiq       | 4        | 2010, 2011, 2013, 2018                                                 |
| Al-Oruba        | 4        | 2000, 2002, 2008, 2015                                                 |
| Muscat          | 3        | 1978, 2003, 2006                                                       |
| Al-Nahda        | 4        | 2007, 2009, 2014, 2023                                                 |
| Al-Seeb         | 4        | 2020, 2022, 2024, 2025                                                 |
| Sur             | 2        | 1995, 1996                                                             |
| Ahli Sidab Club | 1        | 1982                                                                   |
| Oman Club       | 1        | 1997                                                                   |

## Capocannonieri
| Stagione  | Giocatore                       | Club               | Goal |
| --------- | ------------------------------- | ------------------ | ---- |
| 1991-1992 | Hilal Hamid                     | Dhofar             | 14   |
| 1995-1996 | Hilal Hamid                     | Dhofar             | 20   |
| 1996-1997 | Said Faraj                      | Dhofar             | 19   |
| 2005-2006 | Salim Al-Shamsi Ismail Al-Ajmi  | Al-Nahda Muscat    | 12   |
| 2006-2007 | Mohammed Abdullah               | Al-Nasr            | 6    |
| 2007-2008 | Aoerson D'Costa                 | Al-Oruba           | 9    |
| 2008-2009 | Said Al-Ruzaiqi                 | Sur                | 13   |
| 2009-2010 | Ibrahim Al-Gheilani             | Al-Suwaiq          | 11   |
| 2010-2011 | Rodrigo Felix de Oliveira       | Al-Nahda           | 12   |
| 2011-2012 | Waleed Al-Saadi                 | Al-Suwaiq          | 14   |
| 2012-2013 | Ely Cissé                       | Fanja              | 14   |
| 2013-2014 | Juma Saeed Mohammed Al-Ghassani | Al-Nahda Al-Suwaiq | 16   |
| 2014-2015 | Mechac Koffi                    | Al-Nasr            | 19   |
| 2015-2016 | Vedran Gerć                     | Sohar              | 14   |
| 2016-2017 | Essam Al-Barahi                 | Al-Rustaq          | 16   |
| 2017-2018 | Abdulaziz Al-Muqbali            | Al-Suwaiq          | 21   |
| 2018-2019 | Mohammed Al-Ghassani            | Saham Club         | 18   |